# Consiglio Compìto di Stato del Sovrano Militare Ordine di Malta
Il Consiglio Compìto di Stato del Sovrano Militare Ordine di Malta ha il compito di eleggere il Gran Maestro (in carica per 10 anni o fino agli 85 anni di età, mentre in passato con carica a vita) o il Luogotenente di Gran Maestro (con mandato di un anno). La composizione e i compiti del Consiglio Compìto di Stato sono stabiliti dall'articolo 23 della Carta Costituzionale dell'Ordine.

## Composizione
Hanno diritto di voto:
- il Luogotenente di Gran Maestro o il Luogotenente Interinale;
- i membri del Sovrano Consiglio;
- il Prelato;
- i Priori o, in caso di vacanza, i loro sostituti permanenti (Procuratori, Vicari, Luogotenenti);
- i Balì Professi;
- due Cavalieri Professi delegati da ciascun Priorato;
- un Cavaliere Professo e un Cavaliere in Obbedienza delegati dai Cavalieri del Gremio Religionis;
- cinque Reggenti dei Sottopriorati a norma del Codice;
- quindici rappresentanti delle Associazioni, a norma del Codice.

## Modalità della votazione
Per l'elezione del Gran Maestro è richiesto il voto della metà più uno dei presenti aventi diritto.
I membri del primo ceto facenti parte del Consiglio Compìto di Stato hanno facoltà di proporre tre candidati. Se entro la prima giornata di riunioni del Consiglio Compìto di Stato non viene presentata la terna dei candidati o se non si riesce entro le prime tre votazioni ad eleggere un candidato da questa proposta elettorale, i membri del Consiglio Compìto di Stato hanno facoltà di scelta per le successive votazioni.
Dopo la quinta infruttuosa votazione, il Consiglio Compìto di Stato delibera, con la stessa maggioranza, se procedere alla elezione di un Luogotenente di Gran Maestro per un periodo di un anno al massimo. In caso negativo riprendono le votazioni per l'elezione del Gran Maestro. In caso positivo il Luogotenente di Gran Maestro è eletto con ballottaggio tra i due candidati che hanno riportato il maggior numero dei voti nella quinta votazione. Nel ballottaggio prevale quello tra i due candidati che ottiene il maggior numero dei voti. Se il candidato è unico, è necessario il voto della maggioranza dei presenti.
Se eletto, il Luogotenente di Gran Maestro deve riconvocare il Consiglio Compìto di Stato prima della scadenza del suo mandato.